# Römische Streitkräfte in Africa
Die Römischen Streitkräfte in Africa (lateinisch exercitus Africanus oder exercitus Africae) bestanden aus den in der römischen Provinz Africa stationierten Legionen und Auxiliartruppen. Die Provinz wurde nach den Punischen Kriegen im Jahr 146 v. Chr. eingerichtet. Caesar formte 46 v. Chr. aus Teilen Numidiens die Provinz Africa nova. Augustus vereinigte 27 v. Chr. die Provinz Africa mit Africa nova zu Africa proconsularis.
Unter Septimius Severus (193–211) wurde die Provinz Africa proconsularis 198 n. Chr. in Africa und Numidia unterteilt. Unter Diokletian (284–305) wurden die beiden Provinzen weiter unterteilt: Africa in Byzacena, Tripolitana und Zeugitana, Numidia in Numidia Cirtensis und Numidia Militiana.

## Legionen
Die Legio III Augusta war in der Provinz Africa an den folgenden Standorten stationiert: Ammaedara (Haïdra), Lambaesis und Theveste (Tebessa).

## Auxiliartruppen

### 127 bis 128/129 n. Chr.
Auf Militärdiplomen aus den Jahren 127 und 128/129 werden 2 Alae und 8 Kohorten für die Provinz Africa aufgeführt:
| - Ala I Flavia felix Numidica - Ala I Pannoniorum - Cohors I Chalcidenorum | - Cohors VI Commagenorum - Cohors I Flavia - Cohors I Flavia Afrorum | - Cohors II Flavia Afrorum - Cohors II Hamiorum - Cohors II Hispanorum | - Cohors VII Lusitanorum |

### 2. Jhd. n. Chr.
Für das 2. Jhd. n. Chr. sind 2 Alae und 12 Kohorten für die Provinz belegt:
| - Ala I Flavia Numidica - Ala I Pannoniorum - Cohors I Chalcidenorum - Cohors VI Commagenorum | - Cohors VIII Fida - Cohors I Flavia - Cohors I Flavia Afrorum - Cohors II Flavia Afrorum | - Cohors II Hamiorum - Cohors II Hispanorum - Cohors VII Lusitanorum - Cohors II Maurorum | - Cohors I Syrorum - Cohors II Gemella Thracum |

## Oberkommandierende
Siehe: Liste der Statthalter von Africa und Comes Africae